# Sebastian Francis
Sebastian Francis, né le 11 novembre 1951, est un prélat malaisien de l'Église catholique. Il est évêque de Penang depuis 2012. Depuis 2016, il préside la Conférence des évêques catholiques de Malaisie, de Singapour et de Brunei,. Il est de plus président du Bureau de la communication sociale (OSC) de la Fédération des conférences épiscopales d'Asie (FABC) depuis 2023.
Le pape François le crée cardinal le 30 septembre 2023.

## Biographie

### Jeunesse
Sebastian Francis naît le 11 novembre 1951 à Johor Bahru, dans la fédération de Malaisie. Ses grands-parents sont originaires d'Ollur dans le district de Thrissur, au Kerala, en Inde, et ont émigré en Malaisie dans les années 1890.

### Prêtrise
Sebastian Francis rejoint le petit séminaire Saint François Xavier à Singapour en 1967. Il intègre ensuite le Collège général, un grand séminaire à Penang, trois ans plus tard, pour y étudier la théologie. À l'âge de 26 ans, il est ordonné prêtre pour le diocèse de Melaka-Johor le 28 juillet 1977.
Il est nommé vicaire général du diocèse en 1981, et occupe ce poste jusqu'en 2001. En 1983, tout en occupant ces fonctions, il obtient une licence en théologie dogmatique à l'université Saint-Thomas d'Aquin à Rome,. Il étudié également à la Maryknoll School of Theology de New York où il obtient en 1991 un diplôme en Justice et Paix. Il est aussi directeur spirituel et formateur au Collège général de 1991 à 1998.

### Évêque de Penang
Le pape Benoît XVI le nomme le 7 juillet 2012 cinquième évêque du diocèse de Penang. Il reçoit sa consécration épiscopale le 20 août 2012 des mains de l'archevêque Murphy Nicholas Xavier Pakiam, avec les évêques Antony Selvanayagam et Paul Tan Chee Ing en tant que co-consécrateurs. 10 000 catholiques assistent à son ordination épiscopale, en présence du ministre en chef de Penang, Lim Guan Eng.
Le 9 juillet 2023, le pape François annonce son intention de le nommer cardinal lors d'un consistoire prévu le 30 septembre suivant ; il deviendra alors le deuxième cardinal de Malaisie. Il reçoit à cette occasion le titre de cardinal-prêtre de Santa Maria Causa Nostræ Lætitiæ.

### Honneurs
- Penang :
  -  Commander of the Order of the Defender of State (DGPN) – Dato’ Seri, 2021[7].
  -  Officer of the Order of the Defender of State (DSPN) – Dato’ (2016)[8].